# Диз, Грегори
Грегори Диз (англ. J. Gregory Dees, англ. Greg Dees; 1950 год — 20 декабря 2013 года, Дарем, Северная Каролина, США) — американский учёный, профессор, основатель и директор Центра развития социального предпринимательства (CASE) Университета Дьюка.
Грегори Диз первым представил социальное предпринимательство как профессию и академическую научную дисциплину в конце 1990-х годов.
Грегори Диз автор двух книг (англ. Enterprising Nonprofits и англ. Strategic Tools for Social Entrepreneurs), около 60 научных статей, множества исследований и методических разработок в которых показал, как практика предпринимательства и инноваций могут сочетаться с решением социальных проблем по борьбе с бедностью, загрязнением окружающей среды и другими.
В дополнение к академической деятельности Диз работал в наблюдательных советах The Bridgespan Group, Inc. а также других организаций; председательствовал в секции социальных инноваций Всемирного экономического форума; входил в редакторские советы изданий Journal of Social Entrepreneurship и Social Enterprise Journal; работал в фонде Кауффмана.

## Биография
Грегори Диз родился в 1950 году.
Диз окончил бакалавриат в Университете Цинциннати, степень магистра в Йельском университете и докторскую степень в Университете Джонса Хопкинса.
После получения образования работал консультантом в McKinsey & Company.
Диз начал свою академическую карьеру в Йельской школе менеджмента, а позже стал преподавать в Гарвардской школе бизнеса где выступил с инициативой создания курса по предпринимательству в социальной сфере.
В 1995 году был удостоен Harvard’s Apgar Award for Innovation in Teaching.
После некоторого времени, проведённого за развитием предпринимательства, вернулся к академической деятельности в Высшей школе бизнеса Стэнфордского университета, где он разработал программу бакалавриата, магистратуры и бизнес курсов и помог с открытием Стэнфордского центра социальных инноваций.
В 1998 году он опубликовал статью «Смысл социального предпринимательства» (англ. The Meaning of Social Entrepreneurship).
В 2001 году Диз приступил к работе в Школе бизнеса Фукуа.
Грег Диз и Бес Андерсон (англ. Beth Battle Anderson) создали Центр развития социального предпринимательства (CASE) при Университете Дьюка.
В 2007 году Институт Аспена и фонд «Ашока» наградили Грегори Диза за достижения в области социального предпринимательства.
В 2012 году Агентство США по международному развитию наградило Центр развития социального предпринимательства и выделило грант на его развитие размером в 10 млн долларов США.
Грегори Диз скончался в возрасте 63 лет 20 декабря 2013 года в больнице Университета Дьюка.